# 3200 Phaethon
3200 Phaethon (/[invalid input: 'icon']ˈfeɪ.əθɒn/ FAY-ə-thon,đôi khi gọi là Phaeton) là một tiểu hành tinh vành đai chính có quỹ đạo bất thường bay gần Mặt Trời hơn các tiểu hành tinh đã được đặt tên khác. Do đó nó được đặt theo tên trong thần thoại Hy Lạp là Phaëton, con trai của thần Mặt Trời Helios. Nó có đường kính trung bình 5,10 km.